# Josh Sawyer
Joshua Eric Sawyer (J.E. Sawyer néven is ismert) (Fort Atkinson, Wisconsin, 1975. október 18. –) amerikai videójáték tervező, szülei Linda Sawyer és Gerald P. Sawyer (szobrász).

## Pályafutása
A wisconsini Appletonban, a Lawrence Universityn szerezte meg diplomáját történelemből, ennek ellenére színházi előadásokban is szerepelt. (Például az Assassins című musicalben.) Lawrenceből Kaliforniába költözött és a Black Isle Studiosnál helyezkedett el webdizájnerként, majd folyamatosan jobb pozíciókba került és végül az Icewind Dale II fejlesztésénél már vezető tervezőként dolgozott.
Amikor az Interplay bezárta a Black Isle Studios (Illetve a Fallout 3 fejlesztését, amin vezető tervezőként dolgozott, törölték.), sokan csatlakoztak a megalakuló Obsidian Entertainmenthez, őket később Sawyer is követte. Előtte még a Midwaynél dolgozott a Gauntlet: Seven Sorrows című konzolos akció-szerepjátékon, ám amikor John Romero távozott a stúdiótól, ő sem maradt tovább és az Obsidiannál kezdett dolgozni a Neverwinter Nights folytatásán.
Az Alien RPG munkacímen futó fejlesztés vezető tervezője is volt, azonban a kiadót leállította a fejlesztést.
A 2010-ben megjelent Fallout: New Vegas projekt felelőse és vezető tervezője volt.

## Játékok
- Icewind Dale (2000), Interplay
- Icewind Dale: Heart of Winter (2001), Interplay
- Icewind Dale II (2002), Interplay
- Baldur's Gate: Dark Alliance (2002), Interplay
- Lionheart: Legacy of the Crusader (2003), Interplay
- Neverwinter Nights 2 (2006), Obsidian Entertainment
- Fallout: New Vegas (2010), Obsidian Entertainment
- Alpha Protocol (2010), Obsidian Entertainment